# Стеркобілін
Стеркобілін — це жовчний пігмент коричневого тетрапіролу, молекулярна формула якого — C33H46N4O6. Ця речовина походить від деградації білірубіну в процесі кишкового травлення (кінцевий продукт катаболізму гема). Це окислена форма стеркобіліногену і походить переважно від декон'югації та відновлення білірубіну бактеріями кишкової флори. Спочатку було виділено від калу в 1932 році. Ця речовина виводиться з калом і є продуктом, що відповідає за їх забарвлення.